# Ololygon angrensis
Ololygon angrensis é uma espécie de anfíbio da família Hylidae. Endêmica do Brasil, onde pode ser encontrada nos estados do Rio de Janeiro e São Paulo.